# BT体育馆
BT体育馆（Btarena或者BT Arena）是位于罗马尼亚克卢日-纳波卡的多功能室内体育馆。该体育馆以前被称为多功能大厅（羅馬尼亞語：Polyvalent Hall）。因该设施与特兰西瓦尼亚银行（Banca Transilvania）签署了冠名协议，于2017年10月17日改为现名。场地目前最多能容纳10000名观众，位于克卢日体育馆旁边。

## 历史
体育馆于2014年10月21日开业，并在2014年10月31日举办了一场音乐会，由英国音乐家詹姆仕·布朗特演出，他演唱了他的专辑《月亮着陆》，出席人数超过6000人。  
它主办了游戏反恐精英：全球攻势的主要赛事2015年DreamHack公开赛克卢日-纳波卡站。
BT体育馆在举办2017年欧洲篮球锦标赛时将座位数扩充到10000个。在举办了2017年欧洲艺术体操锦标赛后场馆开始翻新工作。它也是举办2020年U-17女子篮球世界杯的两个场馆之一。
2021年开始举办WTA巡回赛赛事特兰西瓦尼亚网球公开赛。2023年举办了2023年世界青年艺术体操锦标赛，并将举办2026年欧洲女子手球锦标赛。